# Nevena Ignjatović
Nevena Ignjatović (en alphabet cyrillique serbe : Невена Игњатовић), née le 28 décembre 1990 à Kragujevac, en Serbie, est une skieuse alpine serbe polyvalente.

## Biographie
Elle fait ses débuts officiels dans des courses FIS en novembre 2005 et la Coupe du monde en janvier 2010.
Elle participe à trois éditions des Jeux olympiques; celles de 2010, 2014 et 2018, où elle se classe 14e du combiné et 26e du slalom géant et du slalom et est le porte-drapeau de la Serbie. En Coupe du monde, son meilleur résultat est une sixième place au combiné de Lenzerheide en janvier 2018. C'est le meilleur résultat d'une skieuse serbe en Coupe du monde et Nevena Ignatović est considérée comme la meilleure skieuse de son pays dans l'histoire.
Elle est présente à cinq éditions des Championnats de 2011 à 2019, où elle prend part à toutes les courses et obtient son meilleur résultat avec une 19e au combiné.

## Palmarès

### Jeux olympiques d'hiver
| Épreuve / Édition | Vancouver 2010 | Sotchi 2014 | Pyeongchang 2018 |
| Super G           | Abandon        |             |                  |
| Slalom géant      | 39e            | 28e         | 26e              |
| Slalom            | 32e            | Abandon     | 26e              |
| Combiné           |                |             | 14e              |

### Championnats du monde
| Épreuve / Édition | Garmisch-Partenkirchen 2011 | Schladming 2013 | Beaver Creek 2015 | Saint-Moritz 2017 | Åre 2019 |
| Slalom géant      | 50e                         | 41e             | 42e               | 27e               | 39e      |
| Slalom            | 32e                         | 34e             | Abandon           | Abandon           | 28e      |
| Descente          |                             |                 |                   |                   | 24e      |
| Super G           |                             |                 |                   |                   | Abandon  |
| Combiné           |                             |                 |                   | 24e               | 19e      |

### Coupe du monde
- Meilleur classement général : 67e en 2018.
- Meilleur résultat : 6e.

| Année/Classement | Général | Général | Descente | Descente | Slalom | Slalom | Slalom géant | Slalom géant | Super G | Super G | Combiné | Combiné |
| Année/Classement | Class.  | Points  | Class.   | Points   | Class. | Points | Class.       | Points       | Class.  | Points  | Class.  | Points  |
| ---------------- | ------- | ------- | -------- | -------- | ------ | ------ | ------------ | ------------ | ------- | ------- | ------- | ------- |
| 2015             | 117e    | 4       | -        | -        | -      | -      | -            | -            | -       | -       | 27e     | 4       |
| 2016             | 118e    | 6       | -        | -        | -      | -      | -            | -            | -       | -       | 45e     | 6       |
| 2017             | 87e     | 30      | -        | -        | 40e    | 23     | -            | -            | -       | -       | 47e     | 7       |
| 2018             | 67e     | 93      | -        | -        | 32e    | 38     | -            | -            | -       | -       | 8e      | 55      |
| 2019             | 94e     | 29      | -        | -        | -      | -      | 53e          | 5            | -       | -       | 11e     | 24      |

### Universiades
- 2013 à Trente (Italie) :
  -  Médaille d'or en slalom.

### Championnats de Serbie
- Championne de slalom en 2012, 2013, 2014 et 2017.
- Championne de slalom géant en 2012, 2013, 2015, 2017 et 2019.